# Ван Бин (кинорежиссёр)
Ван Бин (кит. 王兵, пиньинь Wáng Bīng; 1967 год, Шэньси, КНР) — китайский кинорежиссёр, продюсер, один из наиболее известных авторов документального кино КНР, обладатель 27 наград международных фестивалей.

## Биография
Ван Бин родился в 1967 году в провинции Шэньси центральных районах Китая. С 1995 до 1999 учился в Академии художеств на факультете фотографии. В 2002 году организует собственную компанию Wang Bing Film Workshop и на средства, которые были предоставлены Фондом Хуберта Балса, поддерживающего кинематографистов из развивающихся стран, снял свой первый фильм «Район Тэси: к западу от железной дороги» (кит. трад. 鐵西區, упр. 铁西区, пиньинь Tiěxīqū, англ. West of the Tracks, 2003 год). Это девятичасовая лента о преднамеренном сносе промышленных предприятий города Шэньян, оказавшихся экономически нерентабельными в новых условиях производства. В течение полутора лет режиссёр снимал процесс гибели рабочего класса, ещё недавно являвшегося «движущей силой» национальной истории. В тот же год лента получила Гран-при Фестиваля документального кино в Марселе и ещё 3 международные премии. Второй работой Ван Бина стала картина «Фэнмин, китайские воспоминания» (кит. трад. 和鳳鳴, упр. 和凤鸣, пиньинь Hé Fèngmíng, англ. Fengming, a Chinese Memoir, 2007 год) о жестокой судьбе китайской журналистки и её мужа, пострадавших от политических репрессий в результате программы Мао Цзэдуна «Пусть расцветают сто цветов». Лента опять получила хорошие отзывы критиков и 4 международные премии, три из которых на Международном кинофестивале во Фрибуре.
Создав новую собственную продюсерскую компанию Wang Bing Studios, Ван Бин приступает к съёмкам 70-часового проекта под названием «Сырая нефть» (кит. трад. 採油日記, упр. 采油日记, пиньинь cǎiyóu rìjì, англ. Crude Oil, 2008 год). Съёмки были организованы в горных участках пустыни Гоби и посвящены рутинному процессу добычи нефти. Однако Ван Бин не сумел самостоятельно завершить проект из-за внезапно развившейся горной болезни. Он был вынужден поручить процесс съёмок последних эпизодов своей группе и вернулся на равнину. В результате наработанного материала хронометраж ленты составил 14 часов. В этом же году по приглашению французской продюсерской компании Ван Бин снимает фильм «Чёрные деньги»(кит. трад. 煤炭，錢, упр. 煤炭，钱, пиньинь méitàn, qián, 2009 год), в котором режиссёр присоединяется к группе водителей грузовиков на дальние дистанции. Эта работа стала началом перерыва в его фестивальных успехах, так как никакими призами отмечена не была. Аналогичная ситуация сложилась с последующими лентами «Человек без имени» (кит. трад. 無名者, упр. 无名者, пиньинь wúmíngzhě, англ. Man With No Name, 2009 год) и «Канава» (кит. трад. 夾邊溝, упр. 夹边沟, пиньинь jiābiāngōu, англ. The Ditch, 2010 год) — пока единственный игровой фильм кинематографиста.
Заметным прорывом стал фильм 2012 года «Три сестры» (кит. 三姊妹, пиньинь sānzǐmèi, англ. Three Sisters) о девочках 10, 6 и 4 лет, которые остались без попечения родителей в глухой провинции. Его премьера состоялась на 69-м Венецианском кинофестивале, где он стал победителем программы Горизонты. Кроме того, лента получила ещё 8 международных призов. Следующая большая работа режиссёра «Пока безумие нас не разлучит» (кит. трад. 瘋愛, упр. 疯爱, пиньинь fēng ài, англ. Til madness do us part) о пациентах психиатрической лечебницы международных премий не получил, хотя и был показан во внеконкурсной программе 70-го Венецианского кинофестиваля. В 2016 году режиссёр выпускает две картины «Таанги» (англ. Ta'ang), показанный на 66-м Берлинском международном кинофестивале и международном кинофестивале «Меридианы Тихого» во Владивостоке, а также «Горькие деньги» (англ. Bitter Money) о мигрантах, стремящихся на восточное побережье Китая, за которую он получил премию 73-го Венецианского кинофестиваля за лучший сценарий в программе Горизонты.

## Художественные особенности и критика творчества
С точки зрения обозревателя журнала «Искусство кино» каждый фильм режиссёра глубоко осмысливает истории КНР последних десятилетий. Его работы наполнены критикой социально-общественных изменений китайского общества, вызванных к жизни Культурной революцией 1966—1976 годов. К началу XX века острота влияния коммунистической партии на художественное творчество сошла на нет, обязательные к реализации каноны социалистического реализма себя изжили. Работы Ван Бина и других независимых кинопроизводителей формально не получают официального одобрения от властей КНР, не допускаются к внутреннему прокату и неизвестны китайскому зрителю. Однако какого-либо преследования за свободную творческую позицию или за самостоятельность суждений также не осуществляется. Первую его картину «Район Тэси: к западу от железной дороги» критики сопоставляют с лентой Михаэля Главоггера «Смерть рабочего». Но хотя картины и образуют «концептуальную пару», но имеют между собой ряд существенных отличительных нюансов. Австрийский фильм — лишённый всякой индивидуальности групповой портрет, почти абстрактное полотно, нарисованное любопытным, но поверхностным взглядом путешественника. Ван Бин, напротив, при минимализме изобразительных средств уделяет внимание деталям (хронометраж позволяет ему делать это). Он сначала полностью погружается в мир своих героев, и лишь потом, дистанцируясь от происходящего, даёт полный и точный анализ проблемы.
Подробное рассмотрение всех деталей жизни рабочих, обслуживающих нефтепромысел, характерно и для фильма «Сырая нефть». «Чёрное золото» добывают люди, труд которых оплачивается по нищенским расценкам. В этом фильме Ван Бин осознанно уходит от анализа процесса дальнейшего удорожания сырья, его выгодоприобретателей. Он предлагает портрет одной из сторон настоящего, реальности навсегда данной и неизменной для сотен людей. В следующей картине «Чёрные деньги» он отправляется вместе с водителями большегрузных автомобилей, загруженных на шахте углём, и досконально проводит самостоятельный анализ процесса стремительного роста конечной цены сырья. По мнению журнала «Искусство кино» режиссёр проводит настоящее расследование, отслеживает оборот капитала по маршруту движения товара в «духе библии марксизма».
Особое внимание критиков к творчеству Ван Бина было привлечено после участия его картины «Три сестры» в европейских кинематографических форумах. Например, после показа фильма на Эдинбургском кинофестивале критик Джош Слейтер Уильямс оценивает его как достаточно длительные, но точные и уместные размышления о быте детей, родители которых практически бросили их в ситуации смены социальных систем. Отдельное обоснование он даёт продолжительности сцены, когда старшая из сестёр колет дрова. Упрощённый монтаж от момента закладки поленницы сразу к завершённой работе не способен был бы отразить напряжение и протяжённость работы, практически непосильной для ребёнка. Итальянский критик Микеле Сардоне отмечает, что лента наполнена фатализмом в отношении происходящего. Маленькие героини смирились и приняли то, что было решено за них, дано им. Они готовы практически безо всякой надежды противостоять сложившимся обстоятельствам в течение сколь угодно долгого времени.
Положительные отзывы получил фильм 2016 года «Таанги» о судьбе беженцев от гражданской войны в Мьянме народа палаунг. Обозреватели отмечают отсутствие назидательности и поучительности, эмпатии и мелодраматизма. Как обычно, Ван Бин не рассматривает причины, погнавшие людей из родных мест, в фильме не видно самой войны (хотя за кадром громыхают взрывы), нет среди беженцев и озабоченных волонтёров. Фильм показывает рутинный быт кочующего народа, подчёркивает его природную хватку, чувство взаимопомощи и ещё теплящуюся веру в лучшее будущее.

## Общественная позиция
В декабре 2023 года вместе с 50 другими кинематографистами Ван Бин подписал открытое письмо, опубликованное в издании Libération, с требованием прекращения огня и гибели мирных жителей во время израильского вторжения в сектор Газа в 2023 году, а также создания гуманитарного коридора для гуманитарных перевозок и освобождения заложников.

## Избранная фильмография
| Год  |     | Русское название                        | Оригинальное название                  | Роль                               |
| ---- | --- | --------------------------------------- | -------------------------------------- | ---------------------------------- |
| 2003 | док | Район Теси: к западу от железной дороги | 铁西区 / Tie Xi Qu: West of the Tracks | режиссёр, продюсер, оператор       |
| 2007 | док | Фэнмин, китайские воспоминания          | 和凤鸣 / Fengming, a Chinese Memoir    | режиссёр, оператор                 |
| 2008 | док | Сырая нефть                             | 采油日记 / Crude Oil                   | режиссёр, продюсер, оператор       |
| 2009 | док | Чёрные деньги                           | 煤炭，钱 / Coal Money                  | режиссёр                           |
| 2009 | док | Человек без имени                       | 无名者 / Man With No Name              | режиссёр                           |
| 2010 | ф   | Канава                                  | 夹边沟 / The Ditch                     | автор сценария, режиссёр, продюсер |
| 2012 | док | Три сестры                              | 三姊妹 / Three Sisters                 | автор сценария, режиссёр, оператор |
| 2013 | док | Пока безумие нас не разлучит            | 瘋愛 / Til madness do us part          | режиссёр, продюсер, оператор       |
| 2016 | док | Таанги                                  | Ta'ang                                 | режиссёр                           |
| 2016 | док | Горькие деньги                          | Bitter Money                           | автор сценария, режиссёр           |

## Комментарии
1. ↑  Самоназвание народа палаунг, проживающего в КНР, Мьянме, Таиланде.